# Носков, Пётр Алексеевич
Пётр Алексе́евич Носко́в (1867—1917) — русский генерал, герой Первой мировой войны.

## Биография
Сын губернского секретаря города Вологды.
Среднее образование получил в Харьковской гимназии. В 1891 году окончил Киевское пехотное юнкерское училище, из которого был выпущен подпоручиком во 2-й Новогеоргиевский крепостной пехотный батальон.
Чины: поручик (1895), штабс-капитан (1900), капитан (1903), подполковник (1905), полковник (1910), генерал-майор (за отличия, 1914).
Участвовал в русско-японской войне в составе 124-го пехотного Воронежского полка. Был дважды ранен — во второй раз, в бою у деревни Гуантун, разрывом гранаты у Носкова была оторвана левая рука. За боевые отличия награждён двумя орденами, Золотым оружием «За храбрость», а также чинами капитана и подполковника.
Продолжал службу в 35-м пехотном Брянском полку, командовал ротой и батальоном. С началом Первой мировой войны был назначен командиром 239-го пехотного Константиноградского полка, который разворачивался из кадра 9-й пехотной дивизии. Был награждён орденом Святого Георгия 4-й степени
За то, что с 29 сентября по 7 октября 1914 г. отразил многократные атаки противника в значительно превосходящих силах, несмотря на очищение войсками соседнего участка позиции, удержался на старом месте, чем предотвратил потерю нашими войсками всей позиции и заставил противника отступить.
В июле 1915 года был назначен командиром бригады 71-й пехотной дивизии, а 21 августа того же года — 60-й пехотной дивизии. 29 января 1917 года назначен командующим 184-й пехотной дивизией. 27 мая 1917 года убит на фронте из строя 734-го пехотного Прешканского полка.

## Награды
- Орден Святого Владимира 4-й ст. с мечами и бантом (1904)
- Золотое оружие (ВП 13.03.1906)
- Орден Святого Станислава 2-й ст. с мечами (1905)
- Орден Святой Анны 2-й ст. (1910)
- Орден Святого Владимира 3-й ст. с мечами (ВП 01.1915)
- мечи к ордену Св. Анны 2-й ст. (ВП 01.1915)
- Орден Святого Георгия 4-й ст. (ВП 24.04.1915)
- Высочайшее благоволение за отличия в делах (ВП 14.05.1915)
- Орден Святого Станислава 1-й ст. с мечами (ВП 28.11.1915)

Иностранные:
- французский орден Почетного легиона (1915)